# Lawrencella inermis
Genre
Synonymes
- Roeweria Lawrence, 1931 nec Mello-Leitão 1923

Espèce
Synonymes
- Roeweria inermis Lawrence, 1931

Lawrencella inermis, unique représentant du genre Lawrencella, est une espèce d'opilions laniatores de la famille des Triaenonychidae.

## Distribution
Cette espèce est endémique du Cap-Occidental en Afrique du Sud. Elle se rencontre vers Le Cap .

## Description
L'holotype mesure 3,4 mm

## Systématique et taxinomie
Cette espèce a été décrite sous le protonyme Roeweria inermis par Lawrence en 1931. Le nom Roeweria Lawrence, 1931 étant préoccupé par Roeweria Mello-Leitão, 1923, il est remplacé par Lawrencella par Strand en 1932.

## Étymologie
Ce genre est nommé en l'honneur de l'arachnologiste sud-africain Reginald Frederick Lawrence.

## Publications originales
- Lawrence, 1931 : « The harvest-spiders (Opiliones) of South Africa. » Annals of the South African Museum, vol. 29, no 2, p. 341–508 (texte intégral).
- Strand, 1932 : « Miscellanea nomenclatoria zoologica et Paleontologica III. » Folia Zoologica et Hydrobiologica, vol. 4, p. 133–147.